# 启新洋灰公司大楼

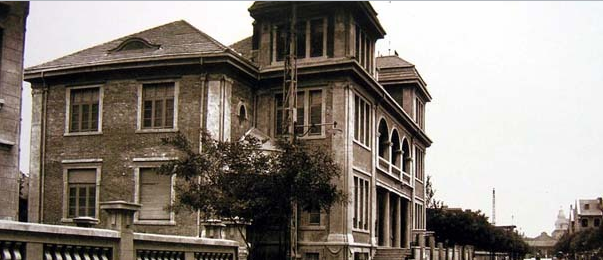
启新洋灰公司大楼旧影

启新洋灰公司大楼（英語：Chee Hsin Cement CO.,LTD. Building）又称原天津启新洋灰公司办公楼，始建于1913年，为清末民初中国民族资本实业企业启新洋灰股份有限公司在天津的总理处大楼，坐落于当时天津法租界的大沽路（Rue de Takou）与威尔顿路（Rue de Verdun）交口处（原和平区大沽北路与承德道交口处大沽北路111号），原建筑已于2005年拆除。

## 历史
启新洋灰公司是由中国近代著名实业家周学熙于1906年首次创办的股份制民营企业，厂址在唐山，总理处设于天津，周学熙自任总办。由于公司发展迅速，1913年，周学熙在天津法租界的大沽路（Rue de Takou）与威尔顿路（Rue de Verdun）交口处买地盖起了这座总理处大楼，该建筑由天津奥租界工部局工程师布吕纳（Brane·Moser）设计。1934年，华信工程设计公司对该建筑进行了改建。中华人民共和国成立后，天津物资局金属公司在该建筑内办公。2005年下半年，天津市人民政府为拓宽大沽北路，启新洋灰公司大楼被拆除。

## 建筑风格
启新洋灰公司大楼最初设计的正立面中部原为向里呈“凹”状并且建筑的两侧建有外楼梯。1934年，华信工程设计公司对该建筑的前檐、正立面和屋顶行了改建，将原中部两侧的外楼梯改在主楼的正立面位置。启新洋灰公司大楼改建后的建筑面积为1920平方米，为二层砖木结构洋房，局部三层且部分带地下室，建筑西侧的正立面门厅并列四棵圆柱，建筑二层设有三个联排式拱券形成上有多种花饰的外廊。建筑两侧的门厅设有两颗圆柱，上承叠层伞顶雨厦，下为小门厅。建筑主体顶部为木屋架多坡瓦顶，两侧各设有一三层方形角楼，该建筑是一座风格秀丽典雅的法式建筑。

## 内部链接
- 周学熙
- 启新洋灰公司